# Estação Ferroviária de Espinho - Vouga

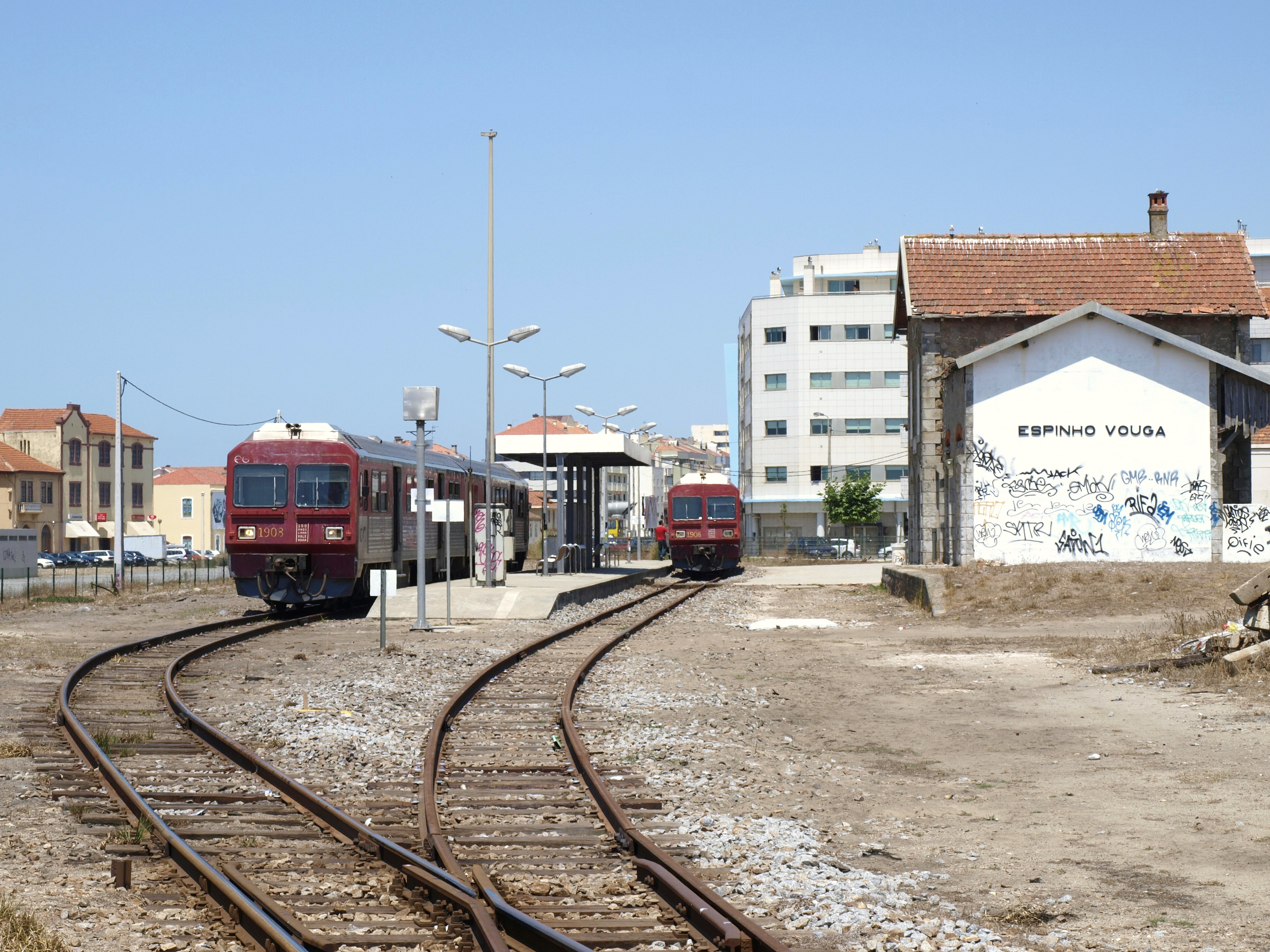
Automotoras série 9630 nesta estação.

A Estação Ferroviária de Espinho-Vouga é uma interface da Linha do Vouga, que serve a cidade de Espinho, no Distrito de Aveiro, em Portugal. Desde o encerramento da parte de via estreita da Estação Ferroviária de Espinho, em 2008, Espinho-Vouga (dela distante 694 m) passou a ser o terminal da Linha do Vouga nesta localidade.

## Descrição

### Localização e acessos
Esta estação situa-se no sudeste do aglomerado urbano de Espinho, distante menos de meio quilómetro do respetivo centro (Rua 33 na praia), e integrado na malha viária (Rua 37 × Rua 8) mas isolado no seu quarteirão, vizinho à Fábrica Progresso.

### Infraestrutura
Esta interface apresenta duas vias de circulação, identificadas como I e II, ambas com 136 m de extensão e acessíveis por plataformas de 75 m de comprimento e com 36 cm de altura, configuração assaz reduzida em comparação com a de décadas anteriores. A superfície dos carris da (plano de rolamento) ao PK 0+700 situa-se à altitude de 722 cm acima do nível médio das águas do mar. O edifício de passageiros situa-se do lado nascente da via (lado esquerdo do sentido ascendente, a Viseu), sendo constituído por três corpos em alvenaria de granito.
|  |  |  |

|  |  |  |

|  |  |  |

|  |  |  |

|  |  |  |

|  |  |  |

|  |  |  |

|  |  |  |

|  |  |  |

|  |  |  |

 O ponto fulcral da Linha do Vouga é a estação de Sernada, onde a linha oriunda de Aveiro se bifurca — seguindo para Viseu, à direita, e para Espinho, à esquerda. No entanto, desde a fase de planeamento (década de 1890) até 1992, a nomenclatura das linhas contrariava a sua topologia, designado-se o trajeto Espinho-Viseu (incl. infleção em Sernada) como Linha do Vouga, sendo o segmento remanescente (Aveiro-Sernada) identificado como Ramal de Aveiro. Só em 1992 foi esta nomenclatura retificada, passando a designar-se Linha do Vouga o trajeto contínuo Espinho-Aveiro, ficando o restante segmento, Viseu-Sernada (entretanto extinto em 1990), com o nome Ramal de Viseu; no entanto, a igualmente já extinta Linha do Dão (S.C.Dão-Viseu) foi também integrada sob esta nóvel designação.

### Serviços
Em dados de 2022, esta interface é servida por comboios de passageiros da C.P. de tipo regional, com oito circulações diárias em cada sentido, entre Espinho-Vouga e Oliveira de Azeméis.

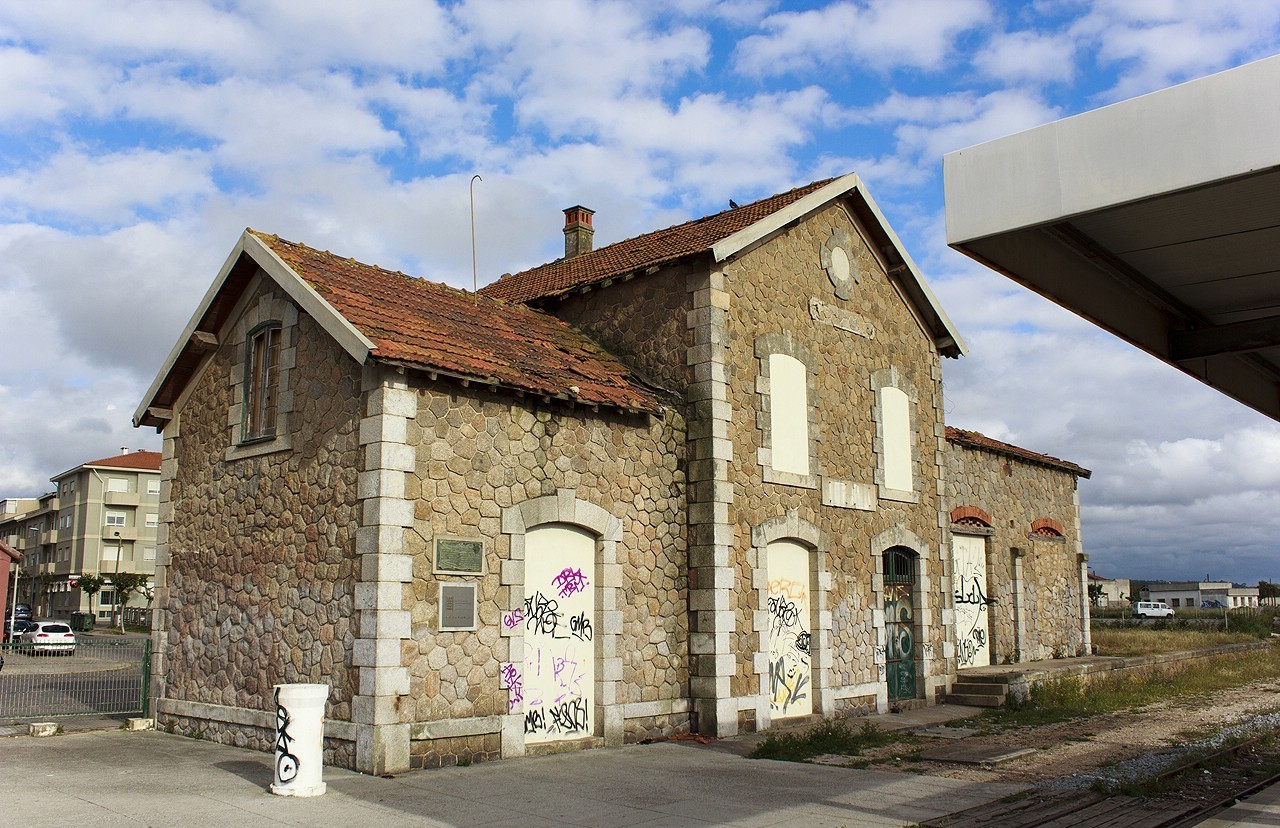
Edifício da estação de Espinho - Vouga, em 2010.

## História
Esta estação encontra-se no troço entre Espinho e Oliveira de Azeméis, que foi inaugurado em 21 de Dezembro de 1908, e consta do elenco original de estações.

O troço entre a estação terminal e Espinho-Vouga foi encerrado em Julho de 2004, no âmbito do projecto de enterramento da Linha do Norte naquela zona.